# Istočni ekstra-ramelajski jezici
Istočni ekstra-ramelajski jezici, jedna od 4 uže slupine ekstra-ramelajskih jezika raširenih na Molucima u Indoneziji. Ima (11) predstavnika: 
a. Istočnodamarski (1): Damar, istočni [dmr] (Indonezija; Maluku)
b. Luang-Kisar (4)
b1. Kisar (2): kisar [kje] (Indonezija; Maluku), roma [rmm] (Indonezija; Maluku)
b2. Luang (2): leti [lti] (Indonezija; Maluku), luang [lex] (Indonezija; Maluku)
c. Teun-Nila-Serua (2):
c1. Nila-Serua (2): nila [nil] (Indonezija; Maluku), serua [srw] (Indonezija; Maluku)
Kairui-Midiki [krd] (Istočni Timor)
Makuv’a [lva] (Istočni Timor)
Nauete [nxa] (Istočni Timor)
Waima’a [wmh] (Istočni Timor)